# موزه نیروی هوایی اسرائیل
موزه نیروی هوایی اسرائیل (به عبری: מוזיאון חיל האוויר)در پایگاه هوایی هاتزریم در صحرای نِگِب در اسرائیل واقع شده است.
این موزه در سال ۱۹۷۷ تأسیس شد و از سال ۱۹۹۱ برای بازدید به روی عموم گشوده شد. این موزه انواع هواپیماهای نیروی هوایی اسرائیل و هواپیماهای خارجی و همچنین سلاح‌های پدافند هوایی را به نمایش می‌گذارد. سربازان نیروی هوایی اسرائیل به عنوان کارکنان موزه خدمت می‌کنند.

## نمایشگاه
در این موزه صدها مدل از هواپیماهای جنگنده که در نیروی هوایی اسرائیل خدمت می‌کردند و همچنین جت‌های جنگنده واقعی که از خدمت بازنشسته شده‌اند یا توسط نیروهای اسرائیلی به غنیمت گرفته شده‌اند، را در خود جای داده است. برخی از این هواپیماها مانند سوپرمارین اسپیت‌فایر "Black Spit" عزر وایزمن و هواپیمای زرد رنگ هاروارد در شرایط پروازی نگهداری می‌شوند و حتی در نمایشگاه‌های هوایی مختلف شرکت می‌کنند. این موزه شامل هواپیماهای تاریخی مانند میراژ ۳ شاهاک ۱۵۹ با نرخ پیروزی ۱۳ هواپیمای شکار کرده دشمن، میکویان-گورویچ میگ-۲۱ که در طی عملیات الماس از عراق ربوده شد، جنگنده لاوی ساخت صنایع هوافضای اسرائیل، اف-۱۵ باز با ۴ پیروزی هوایی و اف-۱۶ نتز-۱۰۷ با نرخ پیروزی هوایی ۶٫۵ می‌باشد. همچنین قطعات جت جنگنده با توضیح کاربرد آنها به نمایش گذاشته شده بود، همجنین مجموعه‌هایی از سلاح‌های پدافند هوایی، نمایشگاه عکاسی و نمایشگاهی با عنوان "کشش به سمت زندگی" در مورد یگان نجات و تخلیه تاکتیکی هوابرد ۶۶۹ وجود دارد.
در طول عید پِسَح و روز استقلال، نیروی هوایی اسرائیل هواپیماهای فعالی مانند اف-۱۶، اف-۱۵ و هلی کوپترهای بوئینگ ای‌اچ-۶۴ آپاچی را در موزه به نمایش می‌گذارد و پروازها و فعالیت‌های ویژه ای را برای کودکان ارائه می‌دهد

## تاریخچه

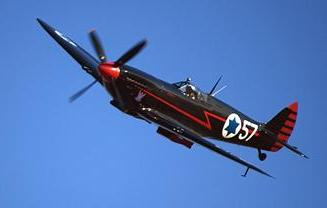
اسپیت فایر سیاه

سنگ بنای موزه در ۱۶ ژوئیه ۱۹۸۵، عمدتاً به دلیل تلاش‌های سرتیپ یاکوف ترنر گذاشته شد. این موزه در ۲۰ ژوئن ۱۹۹۱ به روی عموم باز شد.
در فوریه ۲۰۱۵، هواپیمای نقره ای بوئینگ-استیرمن این موزه به دلیل شرایط نگهداری ضعیف به‌طور کامل نابود شد. این هواپیما در شرایط پروازی قرار داشت و سال‌ها در نمایش‌های هوایی شرکت می‌کرد که اغلب توسط یاکوف ترنر پرواز می‌کرد.
در ۶ نوامبر ۲۰۱۶، اداره مهندسی و ساخت و ساز وزارت دفاع و نیروی هوایی اسرائیل یک مسابقه معماری را برای طراحی موزه جدید نیروی هوایی در هاتزریم اعلام کردند، که به گفته وزارت دفاع، به عنوان یک مرکز میراث برای نیروی هوایی و ویترینی برای جهان هوانوردی اسرائیل عمل خواهد نمود." برنده این رقابت شرکت معماری شوارتز بسنوسوف از حیفا بود.
در فوریه ۲۰۲۲، تصمیم گرفته شد تا ۲۰ فروند از هواپیمایی که این در موزه به نمایش گذاشته شده بودند، از بین بروند، از جمله بوئینگ ۷۰۷ که به عنوان پست فرماندهی پرواز در طول عملیات انتبه عمل می‌نمود.

## هواگردهای به نمایش گذاشته شده

### هواگردهای نیروی هوایی اسرائیل
- آئروسپاسیال آلوئت ۲
- آئروسپاسیال اس‌آ ۳۲۱ سوپر فرلون
- آئروسپاسیال سوپر فرلون
- آگوستا / بل یواچ-۱ - به شماره شناسایی ۰۰۲
- آگوستا / بل یواچ-۱- به شماره شناسایی ۰۲۶
- آویا اس-۱۹۹
- بیچ‌کرفت کوئین ایر
- بل ای‌اچ-۱جی کبرا
- بل ای‌اچ-۱ کبرا
- بل ۲۰۶
- بوئینگ کی‌سی-۹۷ استراتوفرایتر - به شماره شناسایی ۰۳۹ ماسادا
- بوئینگ کی‌سی-۹۷ استراتوفرایتر
- بوئینگ ۷۰۷ - که درعملیات آذرخش شرکت داشت
- بوئینگ ۷۰۷ - بستر آزمایش‌های راداری
- بوئینگ استیرمن مدل ۷۵ - در وضعیت پروازی نگه داشته می‌شود
- بریتن-نورمن بی‌ان-۲ آیلندر
- سسنا ۱۷۲
- کانسولیدیتد پی‌بی‌وای کاتالینا
- داسو میراژ ۳ - به شماره شناسایی ۱۵۸
- داسو میراژ ۳ - به شماره شناسایی ۱۵۹، از آرژانتین دریافت شد

- داسو میستره ۴
- داسو میستره ۴ - به شماره شناسایی ۶۰
- داسو اوراگان - به شماره شناسایی ۴۹
- داسو اوراگان - به شماره شناسایی ۸۰
- داسو سوپر میستره
- د هویلند دراگون راپید
- دی هاویلند تایگر موث
- دورنیه دو ۲۷
- دورنیه دو ۲۸
- داگلاس دی‌سی-۳ - به شماره شناسایی ۳۸
- فوکر اس-۱۱
- Fouga Magister
- Fouga Magister - IAI Tzukit variant
- جنرال داینامیکس اف-۱۶ فایتینگ فالکن - به شماره شناسایی ۱۰۷ با نرخ پیروزی ۶٫۵ در جتگ‌های هوایی در برابر هواپیماهای رقیب

- گلاستر متئور - به شماره شناسایی ۰۶

- گلاستر متئور - در درب ورودی
- گلاستر متئور - گونه ان‌اف-۱۳
- گلاستر متئور - گونه ان‌اف-۱۳
- گلاستر متئور - به شماره شناسایی ۱۵
- گلاستر متئور - به شماره شناسایی ۱۸
- گرومن ئی-۲ سی - به شماره شناسایی ۹۴۴
- هیوز ۵۰۰
- آی‌ای‌آی آراوا - به شماره شناسایی ۲۰۳
- آی‌ای‌آی کفیر - به شماره شناسایی ۷۱۲
- آی‌ای‌آی کفیر تی‌سی- به شماره شناسایی ۹۸۸ میراژ ۳بی تغییر یافته
- آی‌ای‌آی کفیر- به شماره شناسایی ۵۲۹ (در درب ورودی)
- آی‌ای‌آی کفیر- به شماره شناسایی ۴۵۱ گونه شناسایی
- آی‌ای‌آی کفیر- به شماره شناسایی ۳۱۰ گونه تی‌سی-۲
- آی‌ای‌آی لاوی
- آی‌ای‌آی نِشِر
- آی‌ای‌آی وست‌ویند - هواگرد بستر آزمایش تغییر یافته
- مک‌دانل داگلاس ای-۴ اسکای‌هاوک

- مک‌دانل داگلاس اف-۱۵ ایگل
- مک‌دانل داگلاس اف-۴ فانتوم ۲ - به شماره شناسایی ۳۲۳
- مک‌دانل داگلاس اف-۴ فانتوم ۲ - با پنل‌های فرانما (شفاف) برای نمایش بخش‌های داخلی هواپیما
- مک‌دانل داگلاس اف-۴ فانتوم ۲ - به شماره شناسایی ۴۹۸ از گونه شناسایی اف-۴ئی
- مک‌دانل داگلاس اف-۴ فانتوم ۲ - به شماره شناسایی ۶۱۴ کورناس ۲۰۰۰
- مک‌دانل داگلاس اف-۴ فانتوم ۲ - به شماره شناسایی ۲۲۹ سوپرفانتوم
- مک‌دانل داگلاس اف-۴ فانتوم ۲ - به شماره شناسایی ۲۹۷ از گُردان هوایی تست ۶۰۱ مانات
- مک‌دانل داگلاس آراف-۴ئی فانتوم ۲ - به شماره شناسایی ۴۸۵

- North American Harvard - #14
- North American Harvard - #001, maintained in airworthy condition
- نورث امریکن پی-۵۱ ماستنگ
- نورث امریکن پی-۵۱ ماستنگ

- Nord Noratlas - #045, 4X-FAE
- پیلاتوس پی‌سی-۶
- پایپر پی‌ای-۱۸ سوپر کاب
- Republic RC-3 Seabee
- سیکورسکی سی‌اچ-۵۳ - به شماره شناسایی ۴۷۱
- سیکورسکی اچ-۱۹ - به شماره شناسایی ۰۳
- سیکورسکی اس-۵۸ - به شماره شناسایی ۰۷
- سوکاتا ترینیداد
- سود اویاسیون واتور - به شماره شناسایی ۰۹
- سود اویاسیون واتور - به شماره شناسایی ۰۳۳
- سود اویاسیون واتور - به شماره شناسایی ۰۷۰
- Supermarine Spitfire - LF Mk.IXe TE554, The Black Spitfire, former Israeli Air Force 20–57, maintained in airworthy condition
- Supermarine Spitfire - LF Mk.IXe SL653, former Israeli Air Force 20-28
- Supermarine Spitfire - F Mk.IXe EN145, former Israeli Air Force 20-78
- تیلورکرفت اوستر

### هواگردهای نیروهای هوایی دیگر

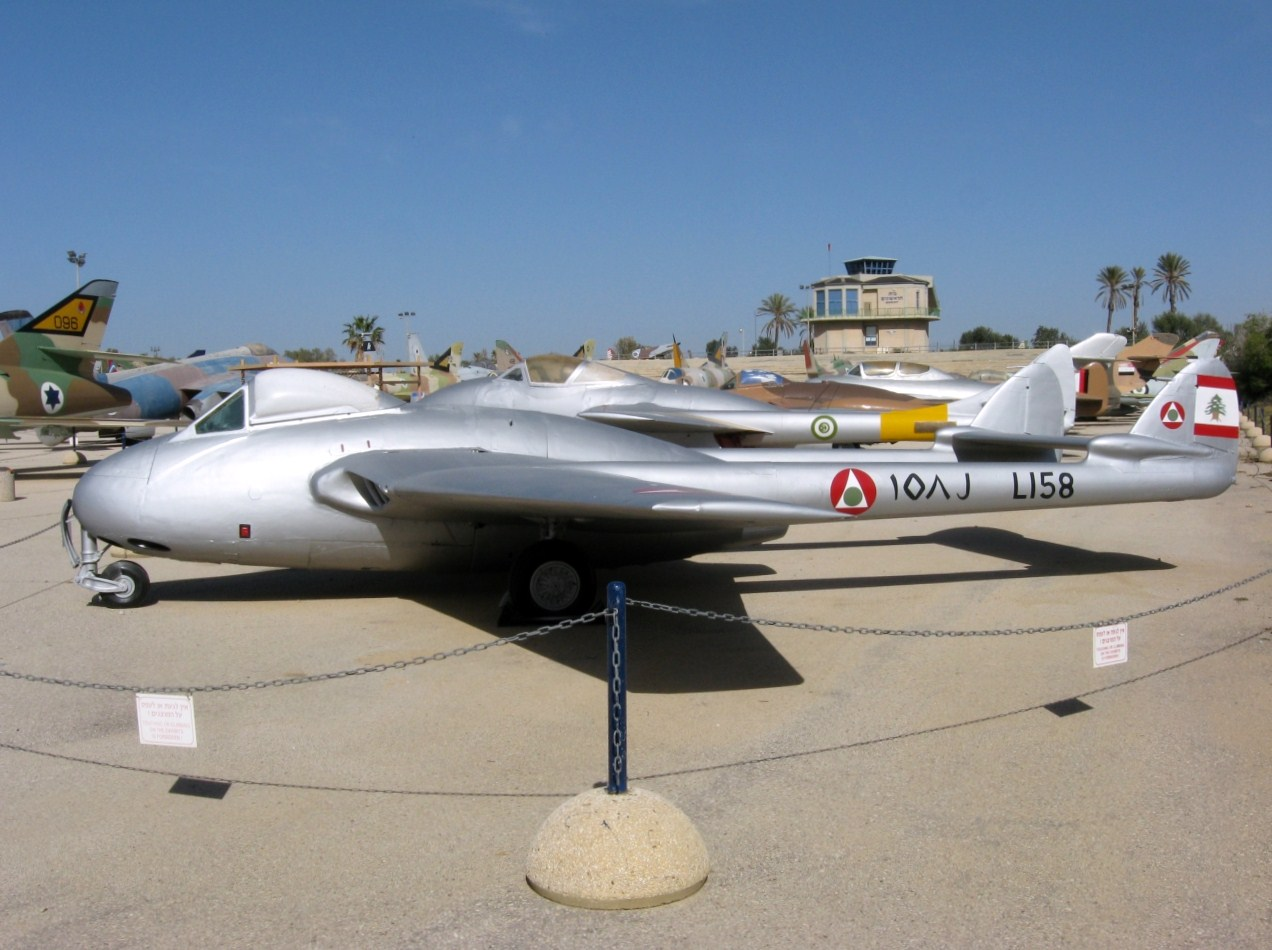
دی هویلند ومپایر با رنگ استتار و نشان‌های نیروی هوایی لبنان

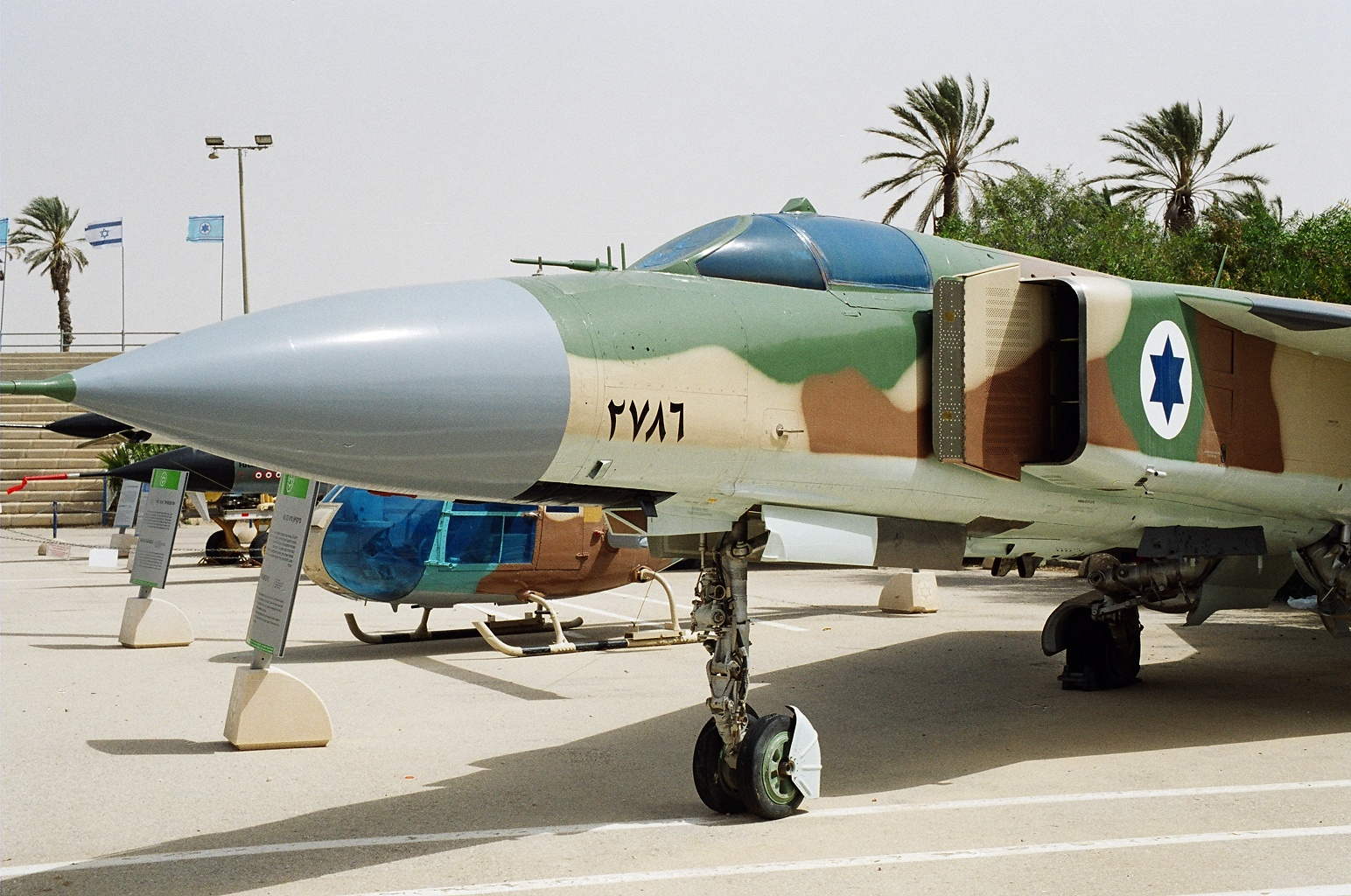
میگ-۲۳ سابق سوریه در موزه نیروی هوایی اسرائیل

- آئروسپاسیل غزل - بالگرد پیشین سوریه که در تاریخ ۱۹۸۲ به غنیمت گرفته شد.
- دی هویلند ومپایر - با رنگ استتار و نشان‌های نیروی هوایی لبنان
- دی هویلندونوم - با رنگ استتار و نشان‌های نیروی هوایی عراق
- هاوکر هانتر - سابقاً متعلق به شیلی بود (به کد شناسایی جِی-۷۴۷، کد شناسایی پیشین-ایکس‌اف۴۴۵)، با رنگ استتار و نشان‌های نیروی هوایی سلطنتی اردن.[۴]
- گرومن تی بی اف اونجر - بی آ نو. ۶۹۳۵۵
- میگ-۱۵ - هواپیمای پیشین نیروی هوایی لهستان، با رنگ استتار و نشان‌های نیروی هوایی مصر.
- میگ-۱۷
- میگ-۲۱ - به شماره شناسایی ۰۰۷، به عنوان هواپیمای بدست آمده در طی عملیات الماس رنگ آمزی شده است.
- میگ-۲۱ - به شماره شناسایی ۳۳۹، نوع دو سرنشینه، از ناوگان سابق نیروی هوایی ماداگاسکار صنایع هوافضای اسرائیل این هواپیما را در سال ۲۰۱۱ از طریق رومانی خریداری نمود.
- میگ-۲۳ - هواپیمای پیشین نیروی هوایی سوریه، در سال ۱۹۸۹ به اسرائیل گریخت.
- میل -۲۴ - به شماره شناسایی ۴۰۱، خریداری شده در سال ۲۰۰۴[۵]

### بقایای بخش‌های باقی مانده از هواگردها

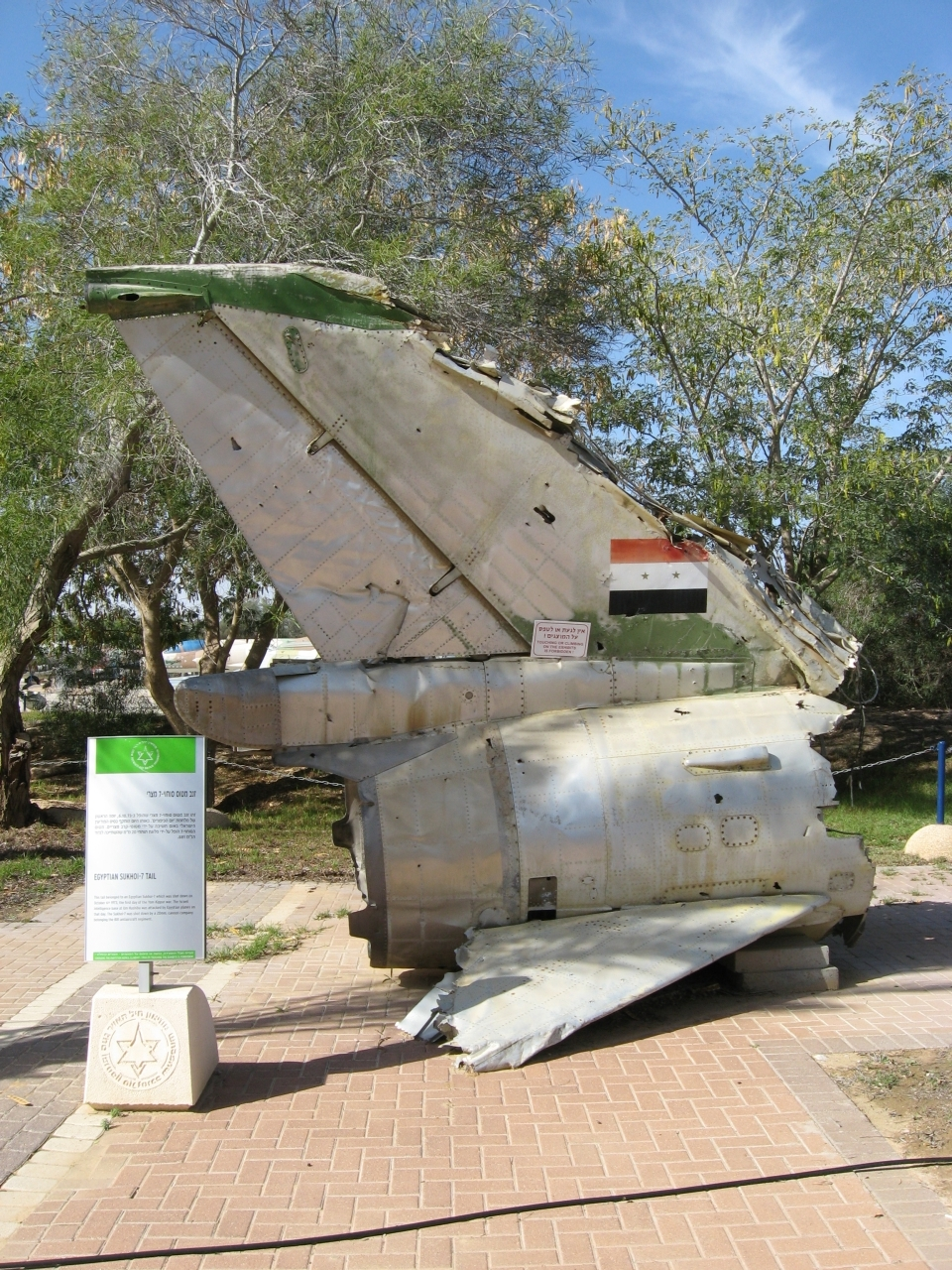
دم سوخو-۷ مصری که در ۶ اکتبر ۱۹۷۳ سرنگون شد

- بریستول بیوفیتر - بقایای هواپیمای اسرائیلی که در سال ۱۹۴۸ سرنگون شد، در سال ۱۹۹۴ بازیابی شد.
- دی هاویلند موسکیتو
- هیلر او اچ-۲۳
- میگ-۱۷ - بقایای هواپیمای سوری که در سال ۱۹۶۶ بر فراز دریای الجلیل سرنگون شد.
- میگ-۱۹ - دم هواپیمای مصری در سال ۱۹۶۷ سرنگون شد
- نوردوین نورسمن
- سوخو-۷ - دم هواپیمای مصری در جریان جنگ یوم کیپور سرنگون شد
- توپولف تو-۱۶ - بقایای بمب افکن از ناوگان نیروی هوایی عراق که در سال ۱۹۶۷ سرنگون شد

## سلاح‌های پدافند هوایی

### توپ‌های پدافند هوایی
- زسو-۲۳–۴ شیلکا
- زسو-۵۷-۲

### موشک‌ها و سیستم‌های ای ای
- سامانه موشک پدافند ضدهوایی اس ای-۲ - پرتاب کننده موبایل
- سامانه موشک پدافند ضدهوایی اس ای-۲ - پرتابگر ثابت